# Battaglia di Fehmarn (1644)
La Battaglia di Fehmarn fu una battaglia navale della fase danese della guerra dei trent'anni, combattuta al largo dell'isola di Fehmarn (attuale Germania). Una flotta combinata svedese, con elementi olandesi, sconfisse una flotta danese e fece 1000 prigionieri, inclusi i comandanti Ulfeldt, Grabov e von Jasmund. L'ammiraglio danese Pros Mund rimase ucciso in battaglia.
Gli svedesi avevano a loro disposizione 16 navi con 392 cannoni, mentre gli olandesi avevano 21 navi con 483 cannoni (per un totale di 37 navi e 875 cannoni). I danesi disponevano di 17 navi con 448 cannoni. Gli svedesi avevano tra le loro navi anche due vascelli incendiari. I danesi persero 10 navi che vennero conquistate dal nemico, incluse le tre più grandi della loro flotta, mentre due vennero affondate dagli svedesi.

## La battaglia
La mattina del 13 ottobre la flotta suedo-olandese ancorata si stava preparando alla battaglia dividendosi in due squadroni svedesi e tre olandesi. Uno degli squadroni svedesi era guidato dall'ammiraglio Wrangel a bordo della Smålands Lejon e l'altro al comando del viceammiraglio Peter Blum a bordo della Draken. Gli squadroni olandesi erano comandati da Thijssen a bordo della Jupiter, dal vice ammiraglio Henrik Gerretsen sulla Groote Dolphijn e da Pieter Marcussen a bordo della Groot Vliessingen.
La flotta danese venne divisa in due squadroni al comando dell'ammiraglio Pros Mund a bordo della Patentia e di Joachim Grabow a bordo della Lindormen. Alle 10.00 le navi più grandi di entrambe le flotte si spararono alcuni colpi e diedero inizio alla battaglia navale. Le più piccole tra le navi danesi si ritirarono quasi subito dallo scontro, ma vennero inseguite da navi olandesi.
All'inizio della battaglia, l'ammiraglia svedese Smålands Lejon si trovò ad ogni modo già così danneggiata da doversi togliere dallo scontro. Le navi svedesi Regina e Göteborg attaccarono invece ed abbordarono l'ammiraglia danese Patentia. L'ammiraglio danese Pros Mund rimase ucciso nello scontro.
La nave incendiaria svedese Meerman venne inviata direttamente contro la danese Lindormen, che ben presto prese fuoco ed esplose. Il relitto è stato scoperto nel 2012. La nave svedese Nya Fortuna venne catturata dalla men-of-war danese Oldenborg con la tecnica dell'abbordaggio. L'ultima, men-of-war, la Tre Løver, si tolse dallo scontro ma venne inseguita dalle navi olandesi Jupiter, Patentia e Swarte Arent. La Tre Løver riuscì ad affondare la Swarte Arent prima che le altre due navi l'abbordassero.
I più piccoli vascelli danesi Tu Løver, Havhesten e Fides vennero catturati dalle navi olandesi Jupiter e Groote Dolphijn. Un gruppo di navi danesi venne costretto ad accostare presso l'isola di Lolland, tra le quali vi erano anche la Neptunus, la Nellebladet, la Stormarn e la Kronet Fisk. La danese Delmenhorst esplose dopo essere stata incendiata dalla svedese Delfin. Le danesi Markatten, Højenhald ed un galeotto vennero pure accerchiate ma i fuochi provenienti dalle batterie della costa danesi le protessero dagli olandesi. Solo la Pelikanen e la Lammet riuscirono a fuggire e a raggiungere Copenaghen il 17 ottobre.

## Conseguenze
I danesi nello scontro persero dodici navi, di cui dieci erano andate perdute a vantaggio del nemico. Un centinaio di uomini morirono e quasi 1000 furono i prigionieri. La nave Swarte Arent fu l'unica perdita subita invece dalla parte svedese; la sua ciurma venne recuperata a riva sana e salva. In totale, gli svedesi persero 59 uomini.
La vittoria fu una delle più significative nella storia della marina militare svedese.